# Respect (album Sweet Noise)
Respect – debiutancki album zespołu Sweet Noise wydany 30 stycznia 1995 roku.

## Lista utworów
Źródło.
| Nr  | Tytuł utworu     | Długość |
| --- | ---------------- | ------- |
| 1.  | „Godność”        | 4:10    |
| 2.  | „Siła”           | 4:45    |
| 3.  | „Livin' Without” | 4:35    |
| 4.  | „Cisza”          | 5:15    |
| 5.  | „Madman”         | 3:40    |
| 6.  | „Gniew”          | 5:15    |
| 7.  | „K.K.K.”         | 1:45    |
| 8.  | „War”            | 3:45    |
| 9.  | „Kamień”         | 4:40    |
| 10. | „Respect”        | 4:50    |
| 11. | „Lost Within”    | 5:30    |
|     |                  | 48:10   |

## Twórcy
- Piotr "Glaca" Mohamed – wokal prowadzący
- Tomasz "Mały" Osiński  – gitara, wokal wspierający
- Jan "Yach" Wróblewicz  – gitara, wokal wspierający
- Tomasz "Letki" Letkiewicz  – gitara basowa, konga
- Tomasz "Balbina" Maćkowiak  – perkusja, konga, wokal wspierający
- Stanisław Bokowy – miksowanie
- Grzegorz Piwkowski – mastering
- Izabelin Studio – produkcja
- Marta i Łukasz Dziubalscy – okładka